# Liste der Bodendenkmale in Halbe
Die Liste der Bodendenkmale in Halbe enthält alle Bodendenkmale der brandenburgischen Gemeinde Halbe und ihrer Ortsteile. Grundlage ist die Veröffentlichung der Landesdenkmalliste mit dem Stand vom 31. Dezember 2020. Die Baudenkmale sind in der Liste der Baudenkmale in Halbe aufgeführt.
|    | Gemarkung                       | Flur       | Kurzansprache                                                                      | Bodendenkmalnummer | Bemerkung | Bild |
| -- | ------------------------------- | ---------- | ---------------------------------------------------------------------------------- | ------------------ | --------- | ---- |
| 1  | Briesen (Lage)                  | 1          | Siedlung Bronzezeit, Siedlung römische Kaiserzeit, Siedlung slawisches Mittelalter | 12123              |           |      |
| 2  | Briesen (Lage)                  | 1          | Rast- und Werkplatz Steinzeit, Siedlung Bronzezeit                                 | 12127              |           |      |
| 3  | Briesen (Lage)                  | 1          | Siedlung Bronzezeit, Siedlung Eisenzeit, Siedlung römische Kaiserzeit              | 12130              |           |      |
| 4  | Briesen (Lage)                  | 1          | Siedlung römische Kaiserzeit                                                       | 12132              |           |      |
| 5  | Freidorf (Lage)                 | 3          | Rast- und Werkplatz Mesolithikum                                                   | 12132              |           |      |
| 6  | Freidorf (Lage)                 | 3, 7, 8    | Dorfkern Neuzeit                                                                   | 12951              |           |      |
| 7  | Freidorf (Lage)                 | 2          | Hügelgräberfeld Bronzezeit                                                         | 12994              |           |      |
| 8  | Freidorf (Lage)                 | 2, 6, 8    | Rast- und Werkplatz Steinzeit, Siedlung Bronzezeit                                 | 13269              |           |      |
| 9  | Freidorf (Lage)                 | 2          | Pechhütte Neuzeit                                                                  | 13270              |           |      |
| 10 | Halbe (Lage)                    | 2          | Einzelfund Neolithikum, Dorfkern deutsches Mittelalter, Dorfkern Neuzeit           | 12257              |           |      |
| 11 | Halbe (Lage)                    | 2          | Rast- und Werkplatz Steinzeit                                                      | 13265              |           |      |
| 12 | Halbe (Lage)                    | 2          | Rast- und Werkplatz Steinzeit                                                      | 13272              |           |      |
| 13 | Halbe, Märkisch-Buchholz (Lage) | 6, 1       | Rast- und Werkplatz Steinzeit                                                      | 12430              |           |      |
| 14 | Halbe, Märkisch-Buchholz (Lage) | 5, 7       | Rast- und Werkplatz Steinzeit                                                      | 13264              |           |      |
| 15 | Oderin (Lage)                   | 2          | Rast- und Werkplatz Steinzeit, Siedlung Urgeschichte                               | 12574              |           |      |
| 16 | Oderin (Lage)                   | 2          | Rast- und Werkplatz Steinzeit, Siedlung Bronzezeit                                 | 12575              |           |      |
| 17 | Oderin (Lage)                   | 1          | Siedlung Urgeschichte                                                              | 13266              |           |      |
| 18 | Oderin, Teurow (Lage)           | 2, 3, 4, 6 | Dorfkern deutsches Mittelalter, Dorfkern Neuzeit, Mühle Neuzeit                    | 12674              |           |      |